# Pelágia Teresa Agostinho de Almada
D. Pelágia Teresa Agostinho de Almada, primeira e única marquesa de Pombeiro (Aveiro, Aradas, Verdemilho 28 de Agosto de 1718-Lisboa, Anjos 12 de Outubro de 1763), esposa de D. Luís de Castelo Branco e Cunha, 4.º conde de Pombeiro.
Recebeu o respectivo título nobiliárquico pela Coroa de Portugal.
Era filha de:
- D. Francisco José de Almada, senhor de Carvalhais, e de Guiomar Francisca de Vasconcelos e Sousa.

Filhos:
- D. Guiomar Ana Antónia de Castelo-Branco
- D. António Joaquim Castelo-Branco Correia e Cunha, 5º conde de Pombeiro, casado com  D. Ana Vitória Xavier Teles.
- D. Ana Custódia de Arrábida Castelo-Branco